# Serjant

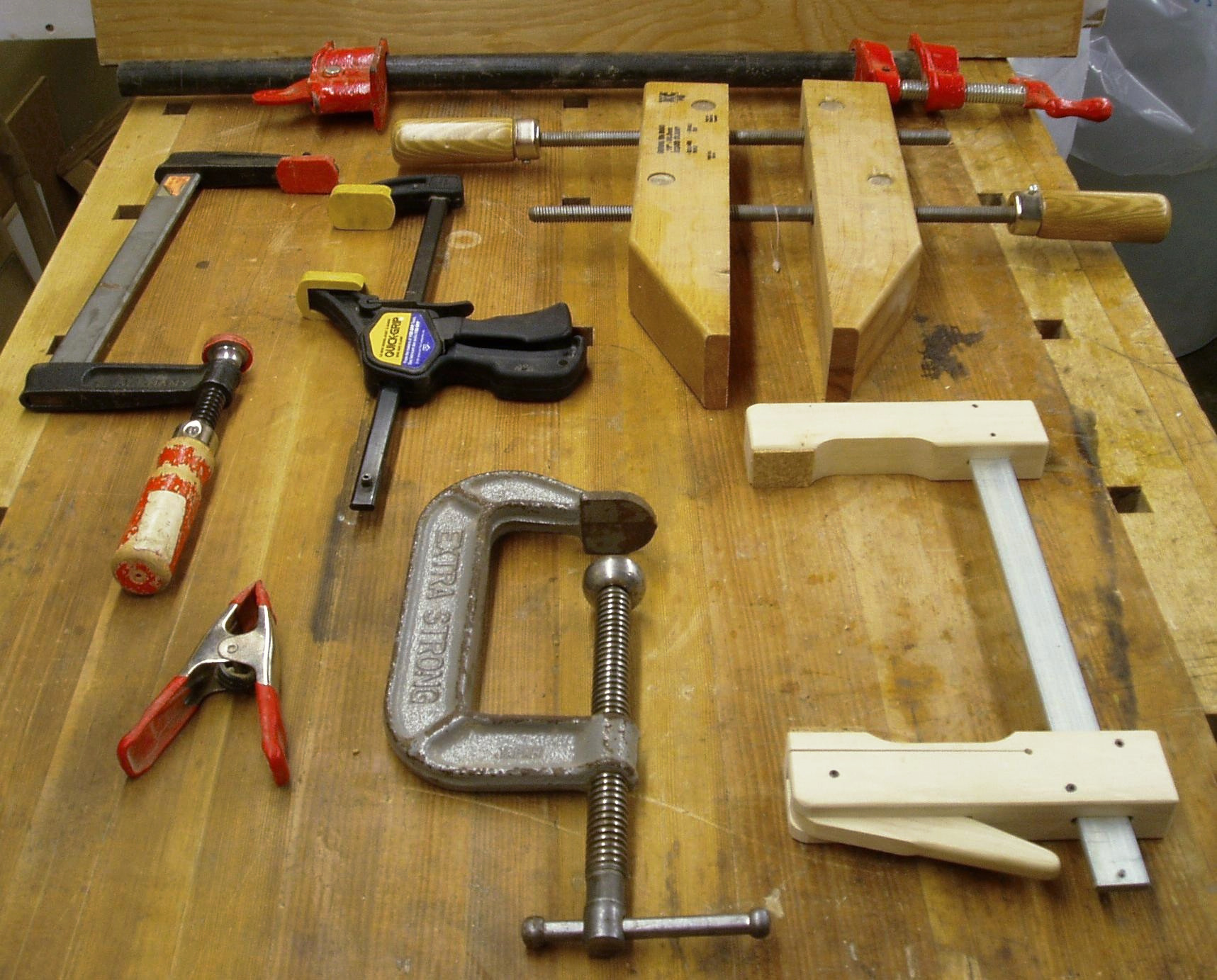
Diversos tipus de serjants.

El serjant és una eina de fusta o de ferro, emprada pels fusters per mantenir premudes l'una contra l'altra dues peces de fusta encolades fins que s'hagin enganxat, o per aguantar un objecte. També rep altres noms com caragol d'estrènyer, caragol d'aplacament, caragol de collar, gat o gat d'escaleta. En funció de la mida i la forma dels objectes que s'hagin d'aguantar hi ha diversos tipus de serjants.

## Etimologia
El nom de «serjant» és un gal·licisme, el terme prové del francès sergent (pronunciació francesa: [sɛʁ.ʒɑ̃]), una paraula que es relaciona fonèticament i metafòricament amb serre-joint (pronunciació francesa: [sɛʁ.ʒwɛ̃]), formada pel verb serrer («cenyir») i joint («ajustat»).

## Tipus
Un serjant consta d'un braç de subjecció fix i un braç de subjecció que es mou sobre un raïl. Un eix roscat amb un mànec o palanca de fusta o plàstic i una placa de pressió de bola mòbil travessa el braç mòbil. Quan es subjecta, el braç de subjecció fix es col·loca primer sobre la peça que s'ha de subjectar i després es fixa aproximadament movent el braç de subjecció mòbil. El braç de subjecció es queda encallat a la guia. Mitjançant unes relacions dimensionals adequades i l'elecció adequada del material, l'autobloqueig resultant, que està previst per disseny, impedeix que es moguin més el raïl. L'ajust fi i la pressió d'alta força s'aconsegueixen estrenyent el cargol roscat. A més dels dissenys amb suports fixos i lliscants de fosa mal·leable sobre raïls d'acer majoritàriament ranurats, també hi ha brides totalment d'acer, on el raïl i el suport fix estan fets d'una sola peça i, com el suport lliscant, estan fets d'acer. Els tipus més comuns de brides de cargol són:

### Serjant
El serjant, gat o caragol d'estrènyer es tracta d'un estri, normalment fabricat de fusta, ferro o plàstic, format per una barra amb un braç fix a l'extrem en angle recte. El regle fa de guia d'un braç mòbil que està col·locat paral·lelament al braç fix i té un caragol amb mànec que permet mantenir dues peces subjectades. Dins del món de la fusteria, pot ser emprat per mantenir premudes dues peces de fustes encolades fins que l'adhesiu s'hagi assecat o per subjectar una peça al banc per treballar còmodament i amb seguretat.
També hi ha serjants d'acció ràpida que tenen un taló lliscant amb un cadell. Això permet fixar-los ràpidament, però a diferència dels serjants amb braç lliscant i caragol, aquests exerceixen menys pressió. Per aquest motiu, no es recomanen per tasques en què calgui molta pressió o amb vibració. Tenen un gallet que permet fixar ràpidament l'eina i hi ha alguns models que poden fer tanta força de pressió com d'extensió.

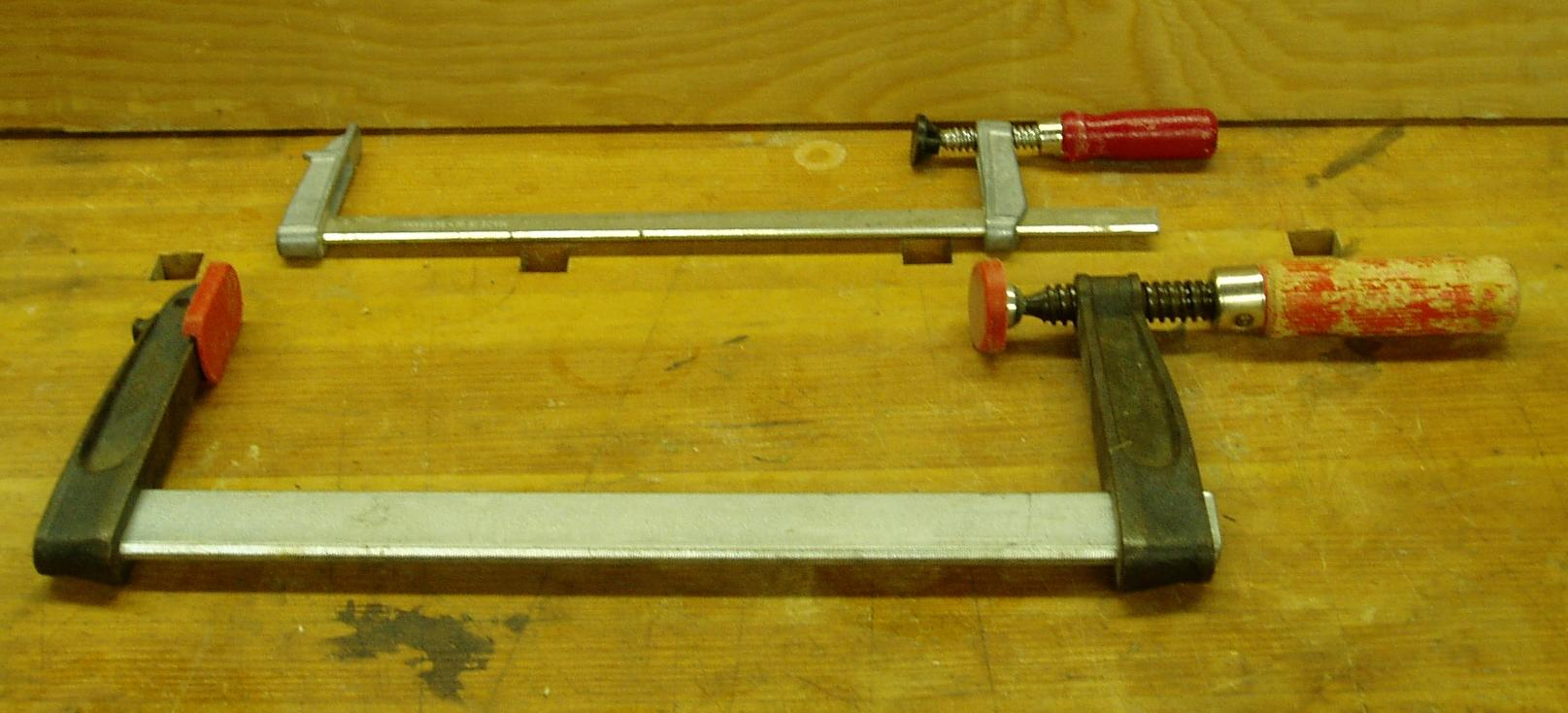
Dos serjants de mides diferents.
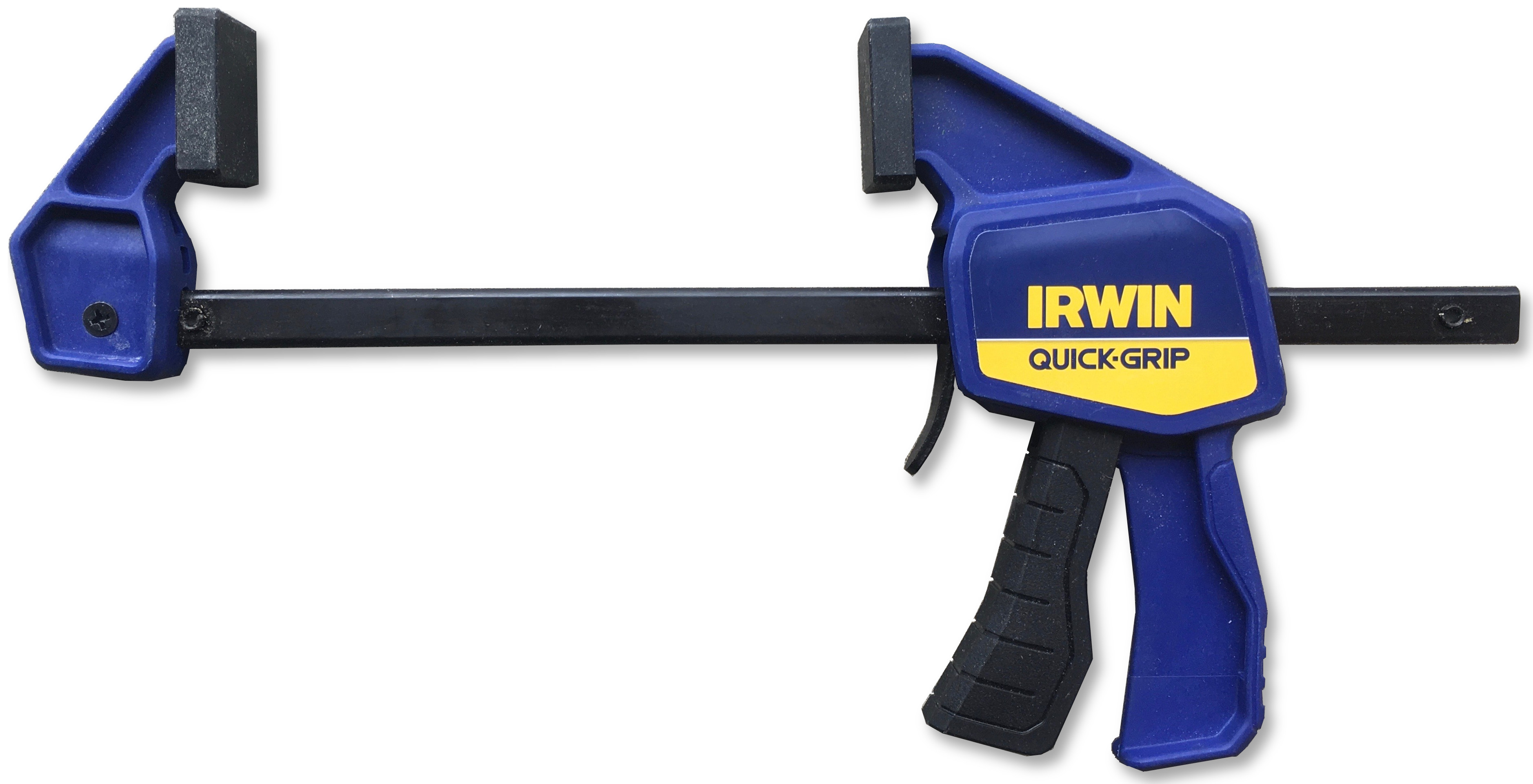
Serjant d'acció ràpida amb gallet per fixar la barra mòbil.

### Serjant de biga o de bastir
Els serjants de biga o de bastir tenen la mateixa estructura que els serjants anteriors, però estan construïts sobre una biga o una barra metàl·lica. Són més amples i, per tant, permeten unir peces més grosses.

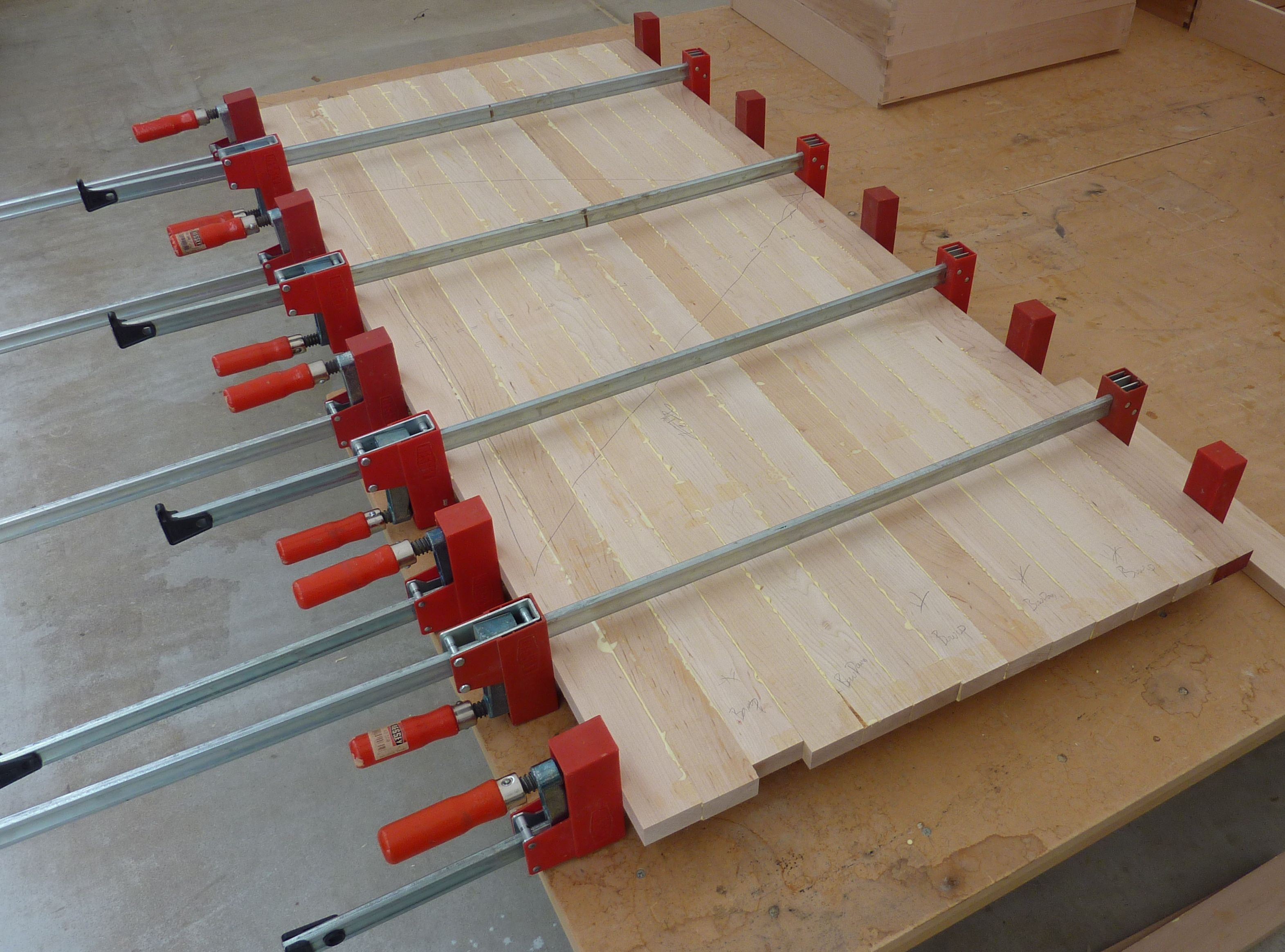
Serjants de biga pressionant unes peces de fustes encolades.

### Serjant en G
Un altre tipus de serjant és el serjant en G, una eina que a diferència del serjant descrit anteriorment no té cap braç mòbil. Està format per una peça fixa amb forma de C a dins de l'obertura de la qual s'hi introdueixen les peces que es volen fixar. Gràcies a un caragol amb mànec es collen les peces. Tot i que n'hi ha de diverses mides, sovint són utilitzats per peces més aviat petites.

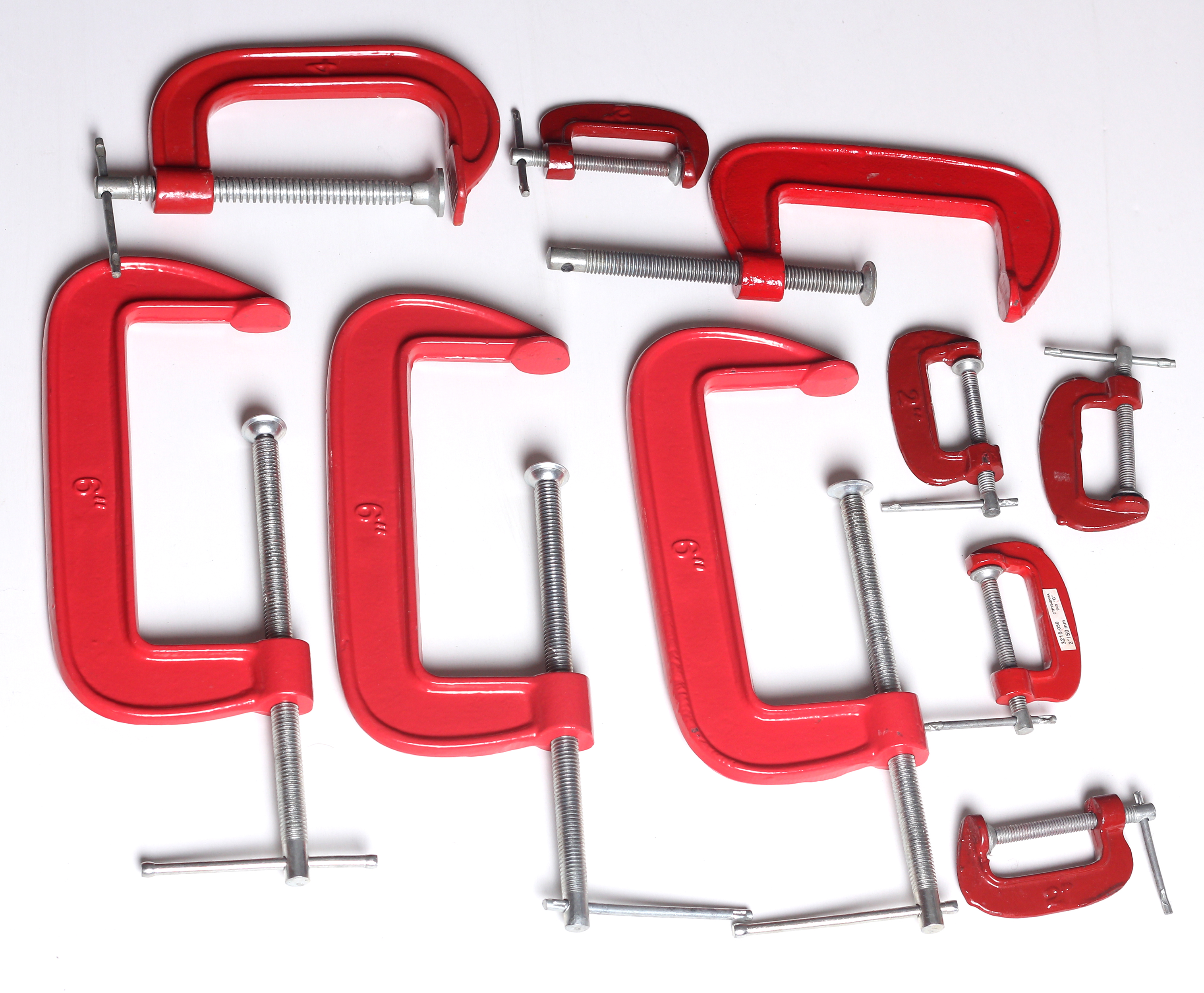
Serjants en G de diverses mides.

### Serjant de cantells
Els serjants de cantells tenen l'estructura dels serjants o els serjants en G, però tenen un segon punt de pressió que és emprat per enganxar el cantell d'una peça. Aquest tipus de serjant permet enganxar les vores de peces més grosses.

### Serjant de cinta
Els serjants de cinta estan formats per una cinta, normalment de niló, amb un cadell que permet immobilitzar la cinta per tal de fer pressió sobre les peces encolades. És un serjant utilitzat normalment per unir peces amb formes corbes, tot i que també si poden afegir blocs amb angles tallats per tal que s'adapti a altres formes. Aquest tipus de serjant permet aplicar una pressió uniforme sobre diversos punts de pressió. També es pot anomenar serjant d'emmarcar o premsa per a quadres, atès que es tracta d'una eina utilitzada sovint per encolar quadres.

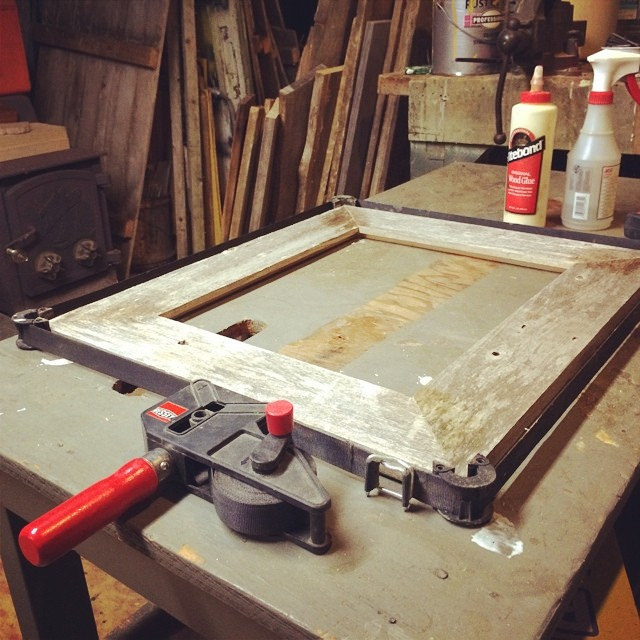
Serjant de cinta amb blocs per collar una peça amb angles.

### Serjant angular
Serjant d'angle, serjant angular, és un tipus de serjant amb un angle recte que dos punts de pressió que permet subjectar dues peces tallades amb angle per tal d'encolar-les.

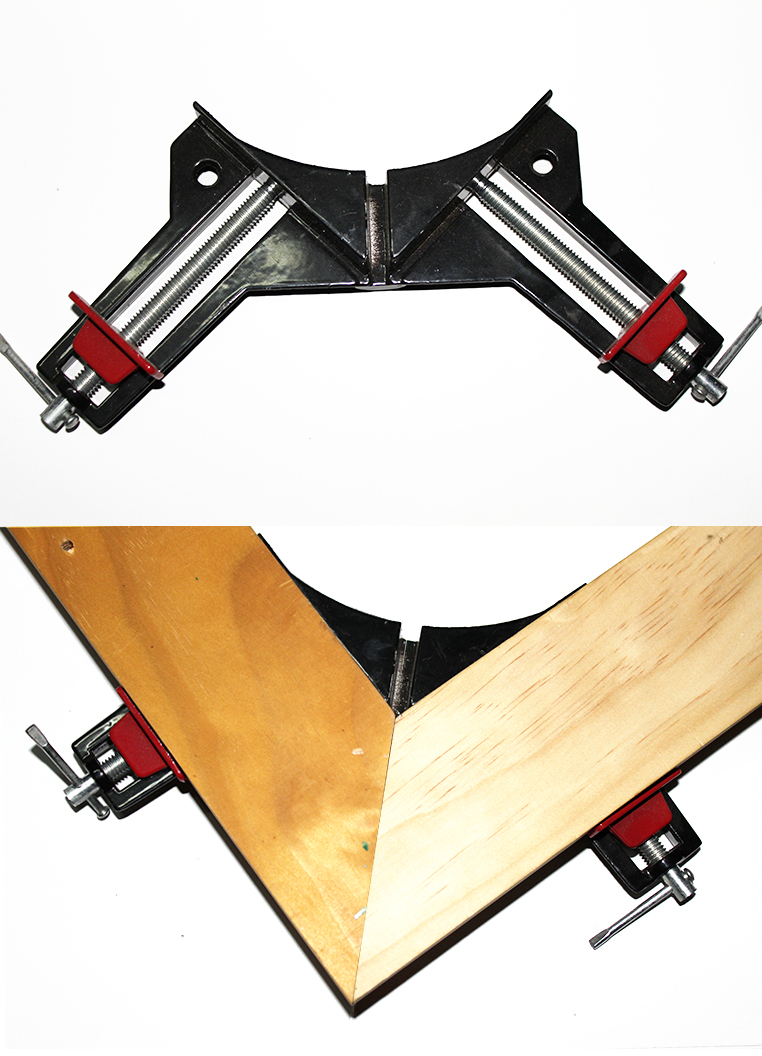
Serjant d'angle subjectant dues peces tallades en angle.

### Barlet
El barlet és un tipus de serjant senzill amb forma de 7 que s'empra per a fixar i immobilitzar la fusta treballada damunt del banc. Basant-se en un fresc descobert a les ruïnes d'Herculà, se sap que aquesta eina s'utilitza almenys des del segle i. També es descriuen i il·lustren als primers llibres europeus sobre treball de la fusta, com l'edició de 1678 de Mechanick Exercises de Joseph Moxon i L'Art du Menuisier de 1774 d'André Jacob Roubo. L'ús va disminuir al llarg del segle xx, però ha vist un ressorgiment en els darrers anys.

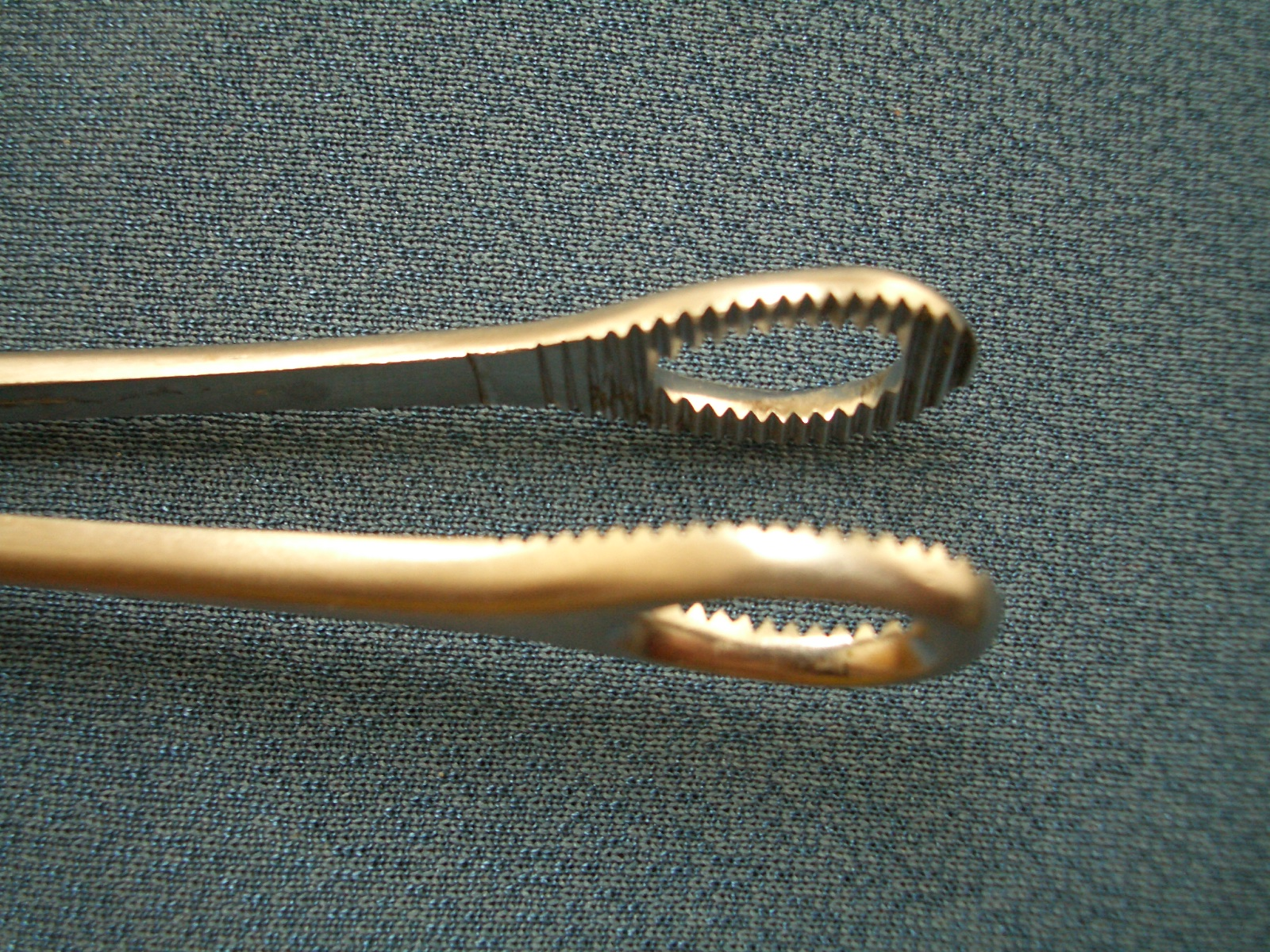
Detall dels traus d'una pinça de Foerster.

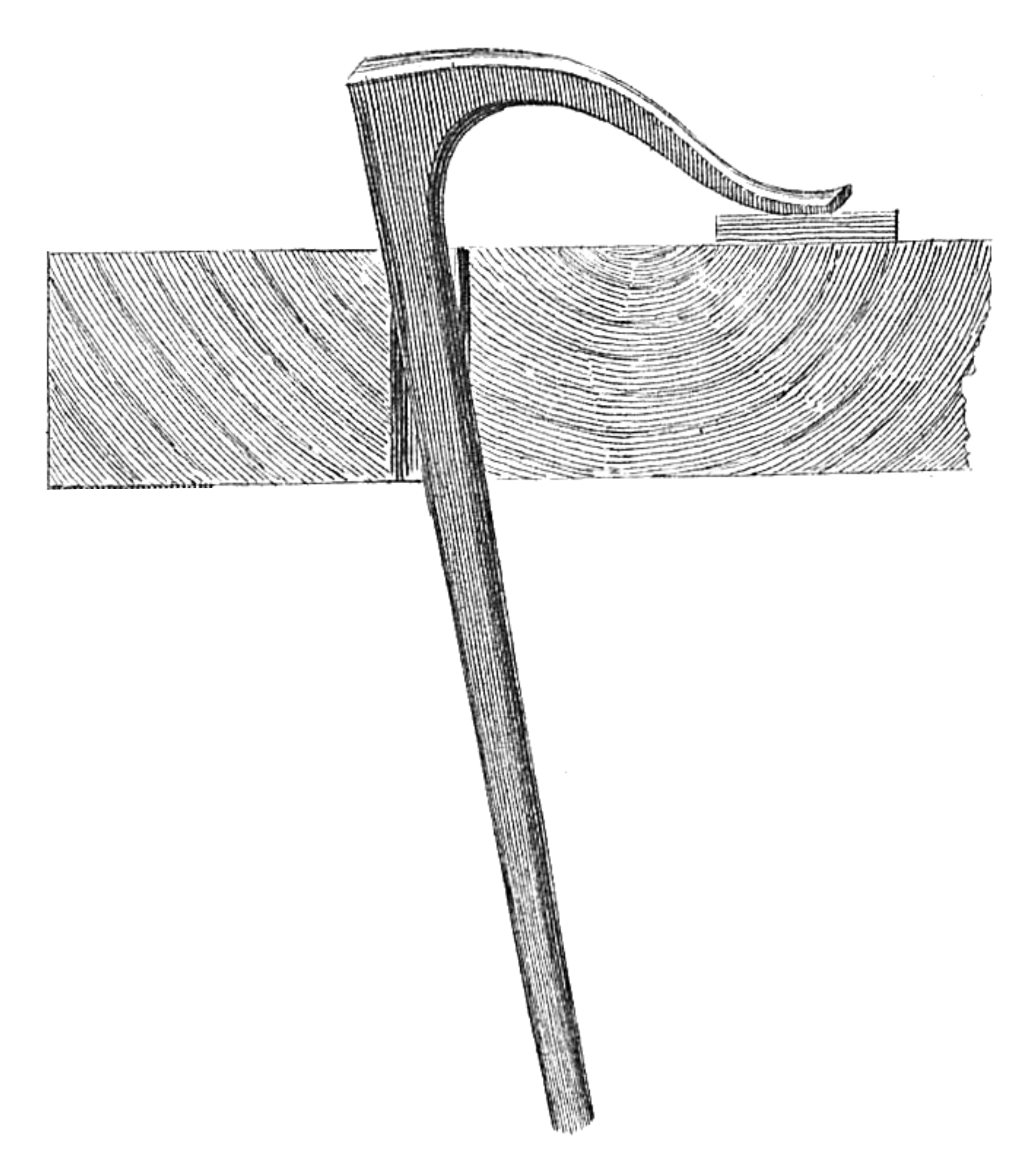
Il·lustració de L'Art du Menuisier (1769) que mostra com el barlet es fixa.

### Serjant de pinça
El serjant de pinça, pinça de subjecció o pinça amb molla és una pinça que serveix per mantenir en contacte dos objectes. Es pressiona amb els dits d'una mà per obrir la pinça i en deixar-lo anar fa força pressionant els dos objectes que s'han col·locat entre els dos extrems de la pinça. Sovint és una eina que s'usa per poder subjectar dos objectes encolats prèviament a l'espera que la cola s'assequi. Les agulles d’estendre tradicionals poden emprar-se com a serjants de pinça.

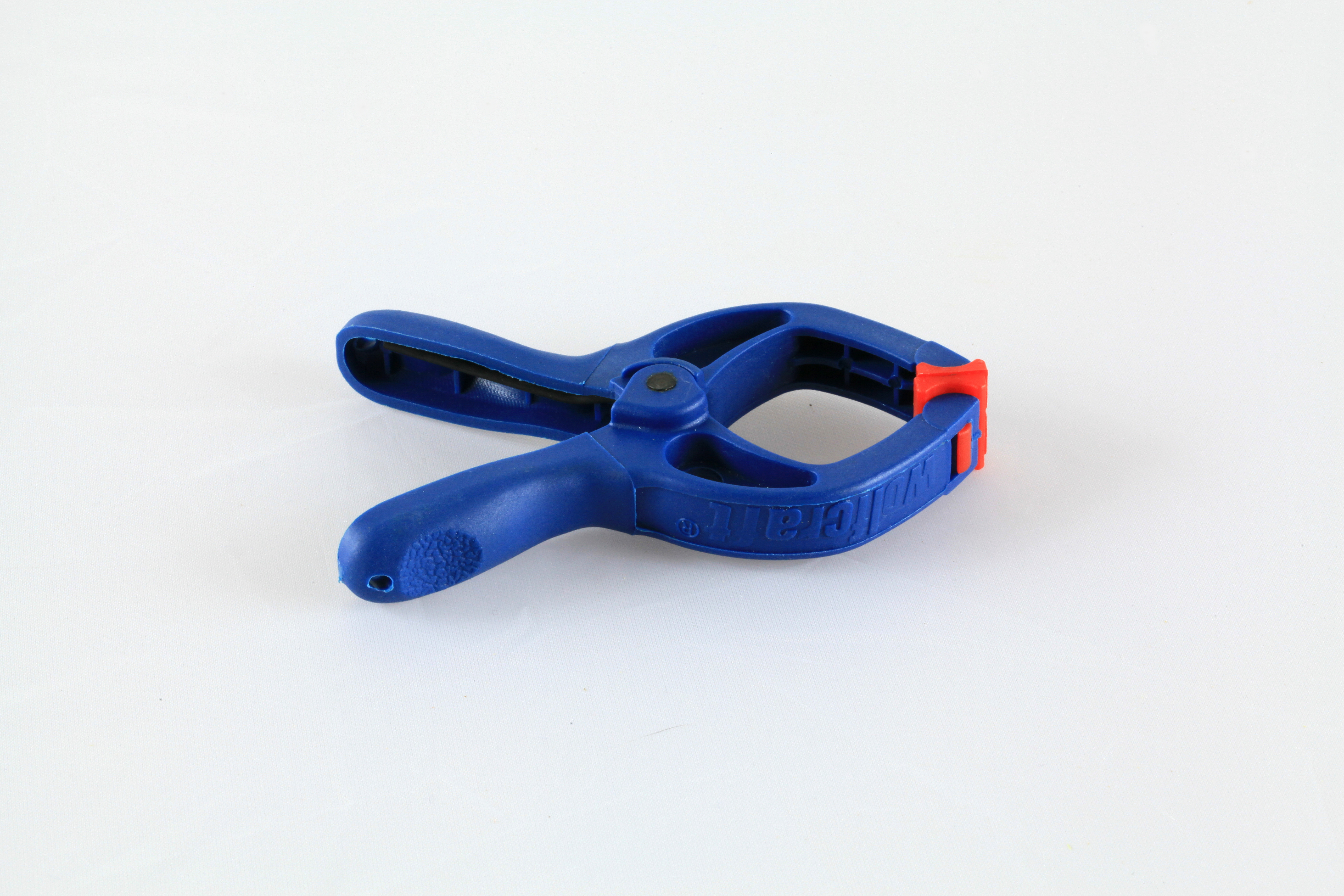
Serjant de pinça de plàstic.

###### Mèdiques
Existeixen diversos tipus de serjant de pinça per a ús mèdic:

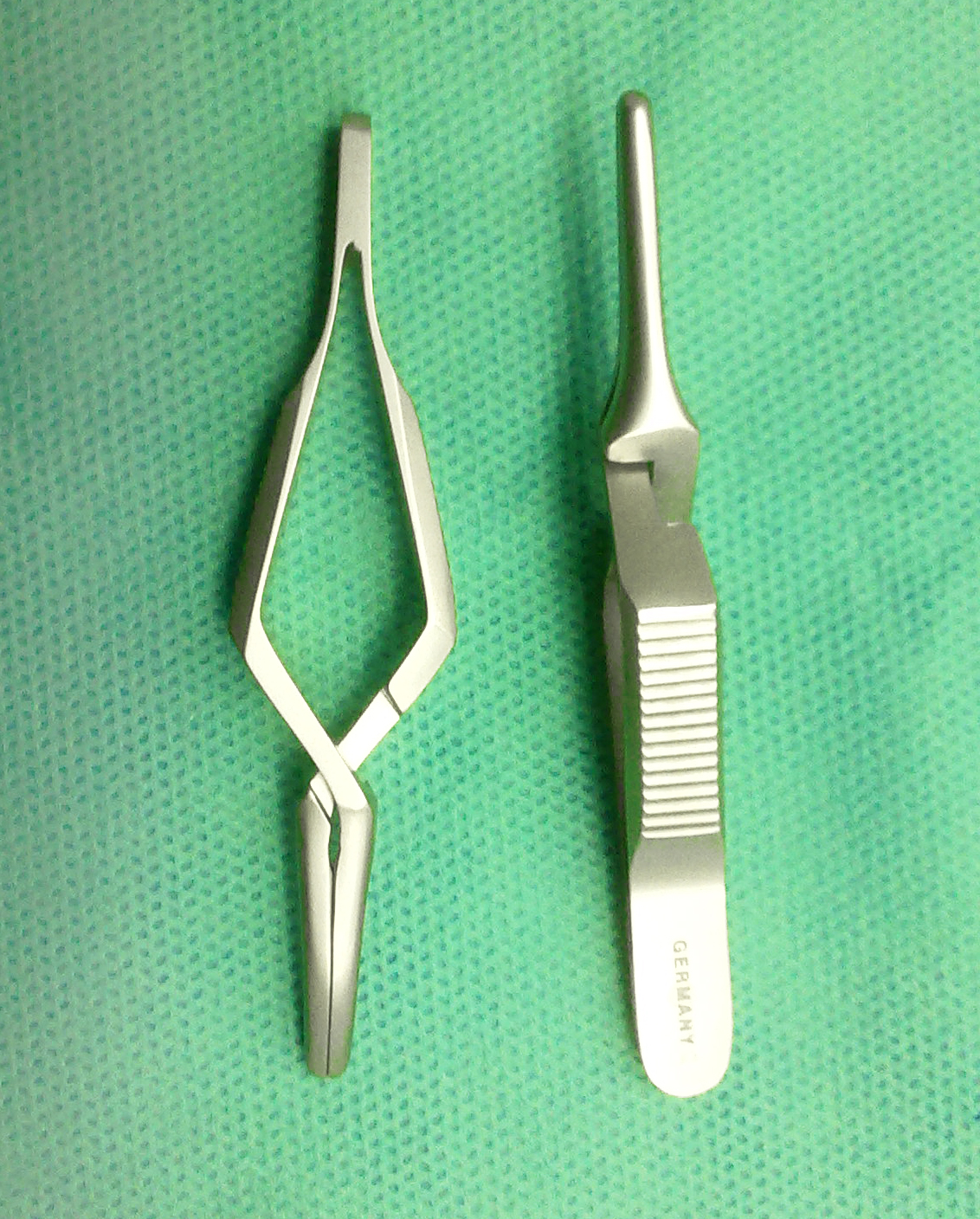
Pinça buldog.

Pinça Foerster. Una pinça de Foerster és una pinça quirúrgica amb un trau rodó. També coneguda com a pinça d'esponja o pinça d'esponja. S'utilitza per a subjectar de forma atraumàtica el teixit pulmonar en cirurgia toràcica. En subjectar una esponja quirúrgica amb les mandíbules, les pinces de Foerster s'utilitzen comunament per a extreure petites quantitats de líquid de l'àrea operatòria i aplicar pressió en els llocs de sagnat. També es pot utilitzar per a la dissecció de teixits. Inventada per David William Foerster d'Oklahoma City, Oklahoma, EE. UU., pioner en les operacions de canvi de sexe als Estats Units.
Pinça hemostàtica. Pinça quirúrgica utilitzada en molts procediments quirúrgics per controlar el sagnat.
Una pinça de Pennington, també coneguda com a pinça Duval, és una pinça quirúrgica amb un trau triangular. S'utilitza per a subjectar teixit, particularment durant operacions intestinals i rectals.
Pinça Gompco, utilitzada en circumcisions.
Pinça Mogen,  utilitzada en circumcisions ràpides.
Pinça per a ossos
Pinça buldog. Posseeix mandíbules serrades i un ressort de manera que agafara el teixit i romandrà agafada a sutures, teixits o òrgans. El ressort pot ser suau o les mandíbules poden estar recobertes d'un material tou per evitar que el material capturat sigui danyat. Les pinces d'aquest tipus van ser dissenyades per cirurgians entre els quals s'inclouen Johann Dieffenbach i Robert Liston.

### Serjant de rodets
Els serjants de rodets («spool clamp») - amb mànec o sense – consten d’un eix roscat, generalment d’acer, i dos rodets amb rosca interior. Els rodets poden ser de fusta o de plàstic i poden desplaçar-se en girar sobre l’eix roscat. Si es fan girar en sentit contrari poden prémer o afluixar les peces subjectades. Són freqüents en lutieria.

### Lleves espirals o excèntriques
En un banc de treball amb  traus rodons, és possible subjectar peces amb lleves espirals amb un eix perpendicular. La peça (o conjunt) a subjectar se situa sobre el banc de treball amb perforacions. Dues o més lleves envolten la peça i poden girar sobre l’eix de la lleva. Quan hom fa girar cada lleva contra la peça a subjectar, s’aprofita la força de la lleva contra la peça. El fregament de la lleva, el seu eix i les perforacions permeten una subjecció estable.

### Sistemes equivalents de subjecció
Els serjants són dispositius que permeten aplicar una força determinada sobre una peça o conjunt de peces a subjectar. Un dels usos típics dels serjants és la subjecció ferma de les peces quan han de  ser encolades.

#### Falques
Una o diverses falques, introduïdes a pressió entre una peça fixa i el conjunt a subjectar, poden immobilitzar les peces del conjunt.

#### Elements flexibles
Per exemple, per a encolar les varetes rigidificadores de la taula harmònica d’una guitarra clàssica és possible emprar un conjunt de petits llistons flexibles que, reposant contra una superfície fixa auxiliar i forçades formant un lleuger arc, premen una de les varetes a encolar.

#### Muntatge forçat de les peces a encolar
La taula harmònica i el fons d’una guitarra clàssica  està format per dues peces simètriques encolades per testa. En una primera fase es tracta de dues peces rectangulars de fusta de poc gruix (3-4 mm).
El que fa la força per a encolar és l’efecte ressort de les dues meïtats forçades contra dos llistons rectangulars fixos.

#### Cordill o cordeta de fibra de coco
En la construcció de guitarres clàssiques, un element de fixació senzill i pràctic és un cordill o corda prima que embolica les parts a encolar. La realitat física de les fibres de coco permeten subjectar sense quedar encolades amb força. Un cop finalitzada la funció, la corda de fibra de coco pot enretirar-se sense quedar enganxada a les peces encolades.

#### Claus, cargols, grapes i similars
La subjecció de peces de fusta pot fer-se mitjançan claus, cargols o grapes. Quan ja no cal mantenir el muntatge immòbil, els elements d'unió poden mantenir-se o desmuntar-se.